# Proti
Proti (en griego: Πρώτη) es una pequeña y bella isla griega en el archipiélago de las islas Jónicas.

## Ubicación
Proti pertenece al municipio de Trifylia que a su vez pertenece a la unidad periférica de Mesenia en el suroeste del Peloponeso. En el censo de 2001 se contaron cuatro residentes.
La isla está a sólo 1,2 km de la costa de Marathoupolis, situado en el distrito de Gargaliani. No existen manantiales o pozos. La isla se utiliza para el pastoreo de ovejas. Tiene varios vestigios arqueológicos y el monasterio de la Asunción de Gorgopigi, situado al norte de la playa de Vurlias, que es el destino de una romería popular de los días 15 al 23 de agosto.

## Historia
El nombre de la isla proviene del dios marino Proteo, uno de los hijos de Poseidón, dios del mar. La isla fue mencionada por escritores clásicos como Estrabón. La primera referencia de la isla fue en la historia de Tucídides, el cual la menciona como desierta y lugar en la que en el 426 a.E. una flota ateniense de 50 navíos y proveniente de Zante navegó alrededor de esta isla por una noche durante la guerra del Peloponeso. Al día siguiente la flota derrotó a los espartanos en Pilos.
Esta isla tiene una gran importancia arqueológica. Hay ruinas de una acrópolis con murallas y un foso del período micénico o pre-clásico.
En el yacimiento de Grammeno se encontraron alrededor de 30 inscripciones de la época post-clásica, romanas y bizantinas, con peticiones para un viaje seguro; provienen de los viajeros que estuvieron aquí con sus barcos durante las tormentas y pidieron protección a los dioses para continuar con un viaje seguro. También hay en la isla una pequeña capilla dedicada a Artemisa y una iglesia que fue construida en honor de la Virgen María.
No se debe confundir con la isla del mismo nombre en el Mar de Mármara, ahora llamada Kinaliada (en turco) donde el emperador bizantino Romano IV Diógenes fue cegado (se le sacaron los ojos) en 1072 y desterrado a esta isla por su sucesor, el Príncipe de Constantinopla Miguel VII, donde murió a los pocos días por la infección de las heridas.
De acuerdo con la tradición local la isla fue una base naval y un refugio de piratas, cruzados y sarracenos, que tenían allí tesoros escondidos. En el apogeo de la piratería la isla sirvió de escondite para el pirata Katoulias así como refugio para el acorazado Spetsai anclado allí en 1899 para superar una fuerte tormenta en el Mar Jónico.